# VM i skak 2006
VM i skak 2006 var en match i skak om titlen verdensmester i skak mellem Vladimir Kramnik (Rusland) og Veselin Topalov (Bulgarien). Matchen, som blev vundet af Kramnik, kaldes også foreningsmatchen, fordi hensigten med den var at udpege en enkelt, anerkendt verdensmester i skak. Siden 1993, da den daværende verdensmester Garry Kasparov brød med FIDE og etablerede sin egen VM-konkurrence, har der været to verdensmestre: En "klassisk" verdensmester fra Kasparovs arrangementer og en FIDE-verdensmester i FIDE-regi. 
Matchen fandt sted i Elista i den russiske republik Kalmykien og gik over 12 partier. Der gjaldt særlige regler, hvis disse 12 spil endte med et uafgjort resultat. Matchen fandt sted i perioden 21. september 2006 – 15. oktober, idet henholdsvis åbnings- og slutceremoni fandt sted på disse datoer. Første parti spilledes 23. september, og 12. parti den 12. oktober. 
Den 29. september afslog Kramnik at spille matchens femte parti som følge af uoverstemmelser om badeværelsesarrangementet. Topalov vandt partiet på udeblivelse, og matchen blev forsinket, mens officials søgte at bilægge uoverensstemmelsen.
Den 2. oktober blev matchen genoptaget med sjette parti, men Kramnik opretholdt sin protest mod resultatet af det uspillede parti 5. Den ordinære match sluttede lige den 12. oktober med pointsstillingen 6-6. Derefter spilledes i henhold til reglerne 4 partier hurtigskak for at afgøre matchen. Kramnik vandt det fjerde parti og de afgørende ekstrapartier med 2,5-1,5 points, hvorved han blev den fjortende, anerkendte verdensmester i skak.

## Baggrund
Verdensmesteren Garry Kasparov brød i 1993 med FIDE, der siden Alexander Aljechins død i 1946 havde stået for kampene om verdensmesterskabet i skak, og etablerede sin egen cyklus om kampen om verdensmesterskabet. Han vandt disse opgør indtil 2000, hvor Kramnik vandt titlen og derved blev "klassisk" verdensmester, hvilket han har været siden. 
FIDE har sideløbende fortsat afholdt verdensmesterskaber i skak, og Topalov var FIDE-verdensmester, en titel han opnåede ved at vinde VM-turneringen i skak 2005 i San Luis, Argentina.
FIDE har igennem alle årene arbejdet ihærdigt på at genvinde kontrollen med VM, og matchen i 2006 skulle derfor både afgøre, hvem som er verdensmester, og afslutte situationen med to forskellige titelindehavere.
Kramnik blev inviteret til FIDEs skak-VM i 2005, men som "klassisk" verdensmester afslog han at deltage, men tilkendegav, at han var villig til at spille en match mod turneringens vinder for at få forenet de to titler. Forhandlinger herom begyndte umiddelbart efter turneringens afslutning, men brød i første omgang sammen på grund af forskelle i holdning.
Fortsatte forhandlinger brød dog isen, og i april 2006 kunne FIDE annoncere, at matchen ville finde sted..

## Matchregler
FIDE havde udarbejdet regler for matchen, som begge spillere havde godkendt. De vigtigste af disse var følgende:
Vinder blev den, som først opnåede 6,5 points eller mere. Partierne skulle spilles med elektronisk skakur, og betænkningstiden være 120 minutter til de første 40 træk, 60 minutter til de næste 20 træk og derefter 15 minutter til resten af partiet, tillagt yderligere 30 sekunder per træk begyndende fra træk 61. 
Lodtrækning afgjorde, hvem der spillede de hvide brikker i første parti, hvorefter farven skiftede til og med 6. parti, hvor den skulle vendes om. 
Spillepræmien, der af FIDE var garanteret at udgøre et skattefrit beløb på 1 million US$, skulle deles ligeligt mellem spillerne.

### Regler ved uafgjort
Matchen skulle finde en afgørelse. Var stillingen lige efter de normale 12 partier, skulle den afgøres på en ekstra spilledag (planlagt til den 13. oktober) på følgende måde:
Der spilles yderligere 4 partier hurtigskak med betænkningstiden 25 minutter til hver spiller til hele partiet, men med tillæg af 10 sekunder efter hvert træk.
Er stillingen stadig lige herefter, spilles to partier lynskak, hvor betænkningstiden er 5 minutter til hver spiller til hele partiet, med tillæg af 10 sekunder efter hvert træk.
Bringer dette heller ikke en afgørelse, spilles et enkelt parti Armageddon lynskak.

## Indbyrdes resultater
I tidligere partier mellem de to spillere har Kramnik besejret Topalov 10 gange, tabt 5 gange og spillet 24 partier remis (Hvis partier i hurtigskak og blindskak medregnes, bliver Kramniks overtag +19 −9 =34). I partier med klassisk betænkningstid siden begyndelsen af 2004 har hver af spillerne vundet to gange, med 3 remis.

## Problemer under matchen

### Badeværelses-problemet
Efter matchens 4. parti påstod Topalovs holdleder Silvio Danailov, at Kramnik ifølge videooptagelser havde været på badeværelset 50 gange under et spil, der varede 6 timer, hvilket kunne antyde snyderi fra Kramniks side. Det er naturligvis ikke tilladt at få hjælp eller at benytte hjælpemidler (skakprogrammer eller -bøger) under et spil. Eksperterne er dog af den mening, at de fire første partier ikke tyder på snyderi, fordi Kramnik ikke spillede dem specielt godt, men at Topalov gjorde fejl i stillinger, som var gode for ham.
Da konflikten herom mellem parterne og turneringskomitéen ikke var afgjort, da 5. parti skulle spilles, mødte Kramnik ikke op til det, hvorfor det blev vundet af Topalov uden kamp. Begivenhederne truede med at føre til, at matchen blev aflyst. Forløbet var som følger:
- 28. september – Danailov klager til matchens organisatorer og til pressen over Kramniks gentagne ophold på badeværelset. Han bemærker, at badeværelserne er eneste sted uden mikrofon- eller videoovervågning og kalder hyppigheden af besøgene "mærkelig, om ikke mistænkelig". Der trues med at Topalov vil stoppe sin deltagelse i matchen, hvis betænkelighederne ikke fører til handling.[8]
- 29. september – Appelkomiteen beslutter, at til trods for, at antallet af Kramniks ophold på toilettet er blevet overdrevet, skal de private badeværelser aflåses, og et fælles badeværelse benyttes af begge spillere.[9].
- Som svar udsender lederen af Kramniks lejr, Carsten Hensel, en offentlig erklæring, som kræver, at de oprindelige matchbetingelser skal følges, idet han forsvarer Kramniks ophold ved at forklare: "Hvilerummet er lille, og hr. Kramnik kan lide at gå rundt og benytter derfor også pladsen på badeværelset. ...Det bør også nævnes, at hr. Kramnik er nødt til at drikke meget vand under spillene." Hvis disse betingelser ikke imødekommes, "vil hr. Kramnik indstille spillet i matchen, så længe FIDE ikke respekterer hr. Kramniks rettigheder, i dette tilfælde til at benytte toilettet i hans eget hvilerum, når som helst han ønsker det." Hensel udtrykte desuden sin mangel på tillid til appelkomiteen og forlangte dens medlemmer udskiftet.[10]
- Da han afventer, at appelkomiteens beslutning ændres, nægter Kramnik at spille 5. parti. Kl. 17.00 lokal tid erklærer overdommeren, at Kramnik har tabt partiet uden kamp ved ikke at møde op.[11]
- FIDEs præsident Kirsan Iljumsjinov siger til Kramnik "... Jeg meddeler dig hermed, at jeg har fuld tillid til medlemmerne af appelkomiteen og deres seneste beslutning, der er taget med hensyn til opfordringen fra Topalovs hold, dateret 28 September 2006. Jeg beder dig også i god tro om at fortsætte din deltagelse i denne match ...".[12]
- Det viste sig senere, at Kramniks hold havde begået en proceduremæssig fejl ved ikke at have indgivet deres protest, inden han ikke mødte op til 5. parti.[13]
- Spillerne inviteredes til møde af Ilyumzhinov "for at diskutere matchens aktuelle situation og for at løse problemerne".[14] Ilyumzhinov erklærer, at det er muligt at se væk fra udeblivelsen, men at matchen ikke vil fortsætte, hvis der ikke nås et kompromis inden 1. oktober kl 12.[15]
- 1. oktober – FIDE offentliggør, at der er opnået enighed om, at de oprindelige badeværelses-arrangementer bibeholdes, og at appelkomiteen har trukket sig tilbage og vil blive erstattet.
- Senere samme dag bekendtgjorde FIDE, at 6. parti ville blive spillet 2. oktober, men at resultatet efter udeblivelsen ville blive stående, og stillingen i matchen være Kramnik 3 – Topalov 2.[16] Kramnik svarer, at han er "klar til at fortsætte med at spille, idet jeg forbeholder mig alle mine rettigheder. Min fortsatte deltagelse vil ske under den betingelse, at mine rettigheder vedrørende 5. parti klarlægges senere."[17]
- 3. oktober – Den nyudnævnte appelkomite besvarer Kramniks appel omkring 5. parti ved at erklære, at den ikke har magt til at ændre en beslutning taget af den oprindelige appelkomite.[18] Tidligere havde Kramnik udtalt, at hvis hans appel ikke blev taget til følge "er det eneste jeg véd med sikkerhed, at jeg i så fald vil sagsøge FIDE."
- Kramniks holdleder udtrykte bekymring for, at et medlem af Topalovs hold kunne forsøge at plante elektronisk udstyr på Kramniks badeværelse for at fremme mistanker om, at Kramnik snød. Han foreslog adskillige foranstaltninger gennemført i relation til undersøgelse af badeværelset og Kramniks person for at forebygge en sådan eventualitet.[19]
- 10. oktober – Kramnik udsender en pressemeddelelse, som siger: 'Skulle FIDEs beslutning om udfaldet af femte parti få nogen indflydelse på afgørelsen af verdensmesterskabet, så hr. Topalov får titlen efter at være tildelt et gratis point for det ikke-spillede parti, erklærer hr. Kramnik utvetydigt: "Jeg vil ikke anerkende hr. Topalov som verdensmester under disse betingelser, og jeg vil tage retslige skridt mod FIDE efter afslutningen af verdensmesterskabet."'[20]

Mere end 30 GM'er, WGM-er og IM-er har udtrykt åben støtte til Kramniks holdning. Iblandt disse er de tidligere verdensmestre Anatolij Karpov samt Boris Spasskij, hvis modstander, Bobby Fischer, ligeledes blev berømt for ikke at acceptere matchbetingelserne ved VM i skak 1972.

### Fritz 9 uoverensstemmelse
Topalovs holdleder, Danailov, udsendte 4. oktober en pressemeddelelse, som beskrev, hvad den kaldte "statistisk sammenfald" og viste det procentvise antal gange, Kramnik havde spillet et træk, som ville blive foreslået af skakprogrammet Fritz 9 fra Chessbase i samme stilling.. Pressemeddelelsen nævnte ikke den samme procentangivelse for Topalovs træk.
GM Susan Polgar – der ikke tror, at Kramnik bruger hjælp fra et computerprogram – karakteriserede dette som "endnu et blåt øje til Danailov og skakken. Selvom han tror, at det er sandt, skulle han klage til komiteen og ikke gennem en pressemeddelelse. Det er uprofessionelt og uacceptabelt."
På pressekonferencen efter 7. parti kommenterede Kramnik det andet parti i matchen, hvor Fritz-analysen havde vist et sammenfald på 87% med Kramniks træk. Kramnik sagde, at "en korrekt analyse må tage i betragtning, at vi begge i andet parti overså en mat i tre træk! For det første er dette med 87% totalt vrøvl – alt afhænger af, hvilken tid man tildeler programmet til at analysere en given stilling. For det andet var for eksempel Topalovs procentdel i San Luis endnu højere."

## Matchresultat
Alle ordinære spil og det første af ekstraspillene begyndte kl. 15.00 lokal tid, hvilket svarer til kl. 11.00 UTC.

### Ordinær match
| VM matchen Kramnik-Topalov, 2006 | VM matchen Kramnik-Topalov, 2006 | VM matchen Kramnik-Topalov, 2006 | VM matchen Kramnik-Topalov, 2006 | VM matchen Kramnik-Topalov, 2006 | VM matchen Kramnik-Topalov, 2006 | VM matchen Kramnik-Topalov, 2006 |
| Parti                            | Dato (2006)                      | Hvid                             | Sort                             | Resultat                         | I alt Topalov                    | I alt Kramnik                    |
| -------------------------------- | -------------------------------- | -------------------------------- | -------------------------------- | -------------------------------- | -------------------------------- | -------------------------------- |
| 1                                | 23. september                    | Kramnik                          | Topalov                          | 1 - 0                            | 0                                | 1                                |
| 2                                | 24. september                    | Topalov                          | Kramnik                          | 0 - 1                            | 0                                | 2                                |
| 3                                | 26. september                    | Kramnik                          | Topalov                          | 0,5 - 0,5                        | 0,5                              | 2,5                              |
| 4                                | 27. september                    | Topalov                          | Kramnik                          | 0,5 - 0,5                        | 1                                | 3                                |
| 5                                | 29. september                    | Kramnik                          | Topalov                          | 0 - 1                            | 2                                | 3                                |
| 6                                | 2. oktober                       | Topalov                          | Kramnik                          | 0,5 - 0,5                        | 2,5                              | 3,5                              |
| 7                                | 4. oktober                       | Topalov                          | Kramnik                          | 0,5 - 0,5                        | 3                                | 4                                |
| 8                                | 5. oktober                       | Kramnik                          | Topalov                          | 0 - 1                            | 4                                | 4                                |
| 9                                | 7. oktober                       | Topalov                          | Kramnik                          | 1 - 0                            | 5                                | 4                                |
| 10                               | 8. oktober                       | Kramnik                          | Topalov                          | 1 - 0                            | 5                                | 5                                |
| 11                               | 10. oktober                      | Topalov                          | Kramnik                          | 0,5 - 0,5                        | 5,5                              | 5,5                              |
| 12                               | 12. oktober                      | Kramnik                          | Topalov                          | 0,5 - 0,5                        | 6                                | 6                                |

### Afgørelse
Da den ordinære match endte uafgjort, afgjordes verdensmesterskabet ifølge reglerne ved 4 partier hurtigskak, som spilledes 13. oktober 2006. Resultatet af disse 4 partier blev følgende:
| VM matchen Kramnik-Topalov, 2006 | VM matchen Kramnik-Topalov, 2006 | VM matchen Kramnik-Topalov, 2006 | VM matchen Kramnik-Topalov, 2006 | VM matchen Kramnik-Topalov, 2006 | VM matchen Kramnik-Topalov, 2006 | VM matchen Kramnik-Topalov, 2006 |
| Parti                            | Hvid                             | Sort                             | Resultat                         | I alt Topalov                    | I alt Kramnik                    |                                  |
| -------------------------------- | -------------------------------- | -------------------------------- | -------------------------------- | -------------------------------- | -------------------------------- | -------------------------------- |
| 2                                | Topalov                          | Kramnik                          | 0,5 - 0,5                        | 0,5                              | 0,5                              |                                  |
| 3                                | Kramnik                          | Topalov                          | 1 - 0                            | 0,5                              | 1,5                              |                                  |
| 4                                | Topalov                          | Kramnik                          | 1 - 0                            | 1,5                              | 1,5                              |                                  |
| 1                                | Kramnik                          | Topalov                          | 1 - 0                            | 1,5                              | 2,5                              |                                  |

Den nye – og eneste – verdensmester i skak er derfor Vladimir Kramnik. 
Med dette resultat bortfaldt også Kramniks protest mod afgørelsen af matchens femte parti. 

## Følger af matchen
Kramnik opnåede med sejren direkte adgang til slutgruppen ved VM i skak 2007, der fandt sted i Mexico City. I henhold til bestemmelserne kunne Topalov derimod ikke deltage, men måtte forsøge at kvalificere sig forfra ved at deltage i kvalifikationsturneringerne til et senere mesterskab.

## Matchens partier

### Parti 1, Kramnik-Topalov, 1-0
Kramnik vandt matchens første parti, der var på 75 træk og varede 6½ time. Topalov, hvis spillestil er mere taktisk end positionel, gjorde et fejlagtigt og risikabelt træk sent i spillet. Partiet var ellers lige, men han foretog en fatal fejlberegning

### Parti 2, Topalov-Kramnik, 0-1
Kramnik vandt andet parti efter 63 træk og førte derefter 2-0. Topalov overså vindende fortsættelser i træk 32 og 36. Efter nogle unøjagtigheder senere i partiet forsvandt også muligheden for remis.

### Parti 3, Kramnik-Topalov, ½-½
Tredje parti endte remis efter 38 træk med føring 2,5-0,5 til Kramnik. Kramnik (hvid) havde fordel i meget af partiet. Ifølge kommentatorer undlod han mindst to gange at foretage træk med større gevinstchance, men som også indebar større risiko: 17. Se4 og 32. exd5.

### Parti 4, Topalov-Kramnik, ½-½
Fjerde parti endte remis efter hvids 54. træk og gav Kramnik føringen 3-1. Topalov pressede hårdt og ofrede en bonde. Han opnåede et fordelagtigt slutspil, men trods 5 timers spil kunne han ikke omsætte det til gevinst.

### Parti 5, Kramnik-Topalov, 0-1
Kramnik skulle spille hvid, men spillet blev vundet af Topalov uden kamp, da Kramniks skakur havde gået en time, og han havde nægtet at spille. Kramniks føring reduceredes til 3-2.

### Parti 6, Topalov-Kramnik, ½-½
Parti 6 skulle spilles 30 september, men blev udsat til 2. oktober efter beslutning truffet af FIDEs præsident. Dagene 30. september og 1. oktober blev brugt til forhandlinger om matchens fortsættelse mellem spillerne, deres hjælpehold og FIDE. Kramnik indvilligede i at spille 6. parti under protest, i forventning om at afklare spørgsmålet om 5. parti senere. Partiet var uden særlige begivenheder og endte remis efter 31 træk, så Kramnik nu førte 3½–2½.

### Parti 7, Topalov-Kramnik, ½-½
Dette fem-timers parti med åbningen modtaget dronninggambit karakteriseredes som "en hårdt udkæmpet remis i 60 træk". Topalov forsvarede med held et slutspil med T-B mod T-S og en bonde mindre. Kramniks føring var herefter 4-3.

### Parti 8, Kramnik-Topalov, 0-1
Parti 8 varede 4½ time og gav Topalov den første gevinst ved brættet samt udligning af matchstillingen til 4-4. Åbningen var den strategisk set ubalancerede meraner-variant semi-slavisk. Topalovs 15...Da5 var en teoretisk nyhed. Efter 21 træk var der opstået et skarpt, kompliceret midtspil uden dronninger, hvor Topalov havde to springere mod Kramniks tårn og bonde. Topalov spandt et matnet med sine springere og sit tårn, hjulpet af fejl fra Kramniks side i træk 32 og 41.

### Parti 9, Topalov-Kramnik, 1-0
9. parti var en 3-timers kamp i åbningen slavisk forsvar. Topalovs 6.Sh4 og 7.Sxg6 er en standardidé, som giver hvid fordelen ved løberparret. Topalov fortsatte imidlertid usædvanligt med a3, g3 og f4 i de næste tre træk, hvad der fik Susan Polgar til at mene, at "Topalov gjorde alt for mange bondetræk i åbningen." Kramnik fandt dog ikke et effektivt svar og endte efterhånden i et midtspil, hvor hans to springere var underlegne i forhold til Topalovs stærke løbere. Topalov forbedrede stadig sin stilling, vandt terræn og iværksatte et angreb på kongefløjen. Et stærkt, taktisk udfald af Topalov i træk 38 vandt partiet for ham. Kramnik, som havde kæmpet med en stadig dårligere stilling i tidnød, opgav efter Topalovs 39. træk. Topalov tog dermed for første gang føringen i matchen med 5-4.

### Parti 10, Kramnik-Topalov, 1-0
Kramnik spillede den solide catalanske åbning. Med sort tilbød Topalov i træk 17 Kramnik at vinde en bonde, hvis han var villig til at afgive sin fianchetterede kongeløber for en springer (og derved svække sin kongestilling). Kramnik accepterede tilbuddet. Susan Polgar skrev, at Topalovs "kompensation er hans løberpar, den gode springer på e4 og at den hvide springer er bundet på b5."
Topalov gjorde fejl i træk 24, hvorved Kramnik vandt en bonde mere. Topalov ofrede så sit tårn for en springer og to bønder, hvilket betød, at Kramnik havde vundet en kvalitet (tårn for springer), og efter at have fremtvunget dronningafbytning, vandt han let slutspillet. Matchen stod nu lige 5-5.

### Parti 11, Topalov-Kramnik, ½-½
Det 11. parti endte remis efter 66 træk, så matchen fortsat stod lige 5½-5½. Mod slutningen pressede Kramnik hårdt for at få det fulde point i en stilling, hvor han var en bonde foran i et slutspil med tårn mod løber, men han kunne ikke omsætte det til gevinst.

### Parti 12, Kramnik-Topalov, ½-½
I dette parti anvendtes samme variant af slavisk forsvar (6.Sh4 Lg6 7.Sxg6 hxg6) som i partierne 9 (Topalov vandt) og 11 (remis), men denne gang spillede Kramnik for første gang de hvide brikker i varianten. I et slutspil med dronning og tårn og med begge konger udsatte, fremtvang Topalov remis ved evig skak. Dermmed endte matchen uafgjort 6-6 efter partierne med sædvanlig betænkningstid (Kramnik 6 – Topalov 5 i spillede partier, plus parti 5 vundet af Topalov uden kamp) og reglerne for afgørelse af matchen ved 4 partier hurtigskak skulle tages i brug. 

### Parti 13, Topalov-Kramnik, ½–½
I midtspillet tilbød Topalov Kramnik en bonde, hvilket denne tog imod. Ved taktiske manøvrer gav Kramnik bonden tilbage, og spillet overgik til et lige slutspil.

### Parti 14, Kramnik-Topalov, 1-0
Hvid fik en minimal fordel ud af åbningen og bevarede den, til dronningerne blev byttet af. Derefter gav Kramnik en overbevisende demonstration af sin styrke i slutspillet efter få unøjagtigheder fra Topalovs side og førte nu 1,5-0,5.

### Parti 15, Topalov-Kramnik, 1-0
Topalov udlignede stillingen i matchen med et af den slags stærke angreb på kongefløjen, som han er blevet berømt for.

### Parti 16, Kramnik-Topalov, 1-0
Som i 14. parti vist Kramnik sin styrke i stillinger, hvor dronningerne er byttet af. Han straffede Topalovs lille unøjagtighed i træk 20 med en række præcise træk, som indbragte ham en bonde. I en særdeles vanskelig stilling gjorde Topalov en sidste, grov fejl, hvorved matchen var afgjort.
Topalovs 44. ... Txc5?? kostede ham partiet og titlen. I et interview efter matchen mente Kramnik dog at have haft en afgørende fordel allerede inden Topalovs fejltræk. Ifølge den australske GM Ian Rogers i Chess Life Online, burde hvid vinde, også mod det bedre forsvar 44...e5, med 45.Tab5  Skakprogrammet Rybka giver hvid fortsat stor fordel efter 44...Tc1 45.Le2 Tc3+ 46.Kd2 Tc2+ 47.Kd1 Tc3 48.Tb4 e5 49.c6 Kxc6 50.Txe5 Tc7 51.Teb5 (+1.28, dybde 22).

## Trivia
- Matchstillingen 2-0 er ikke set i nogen VM-match siden Bobby Fischer kom bagud med disse cifre mod Boris Spassky  i "Århundredets match" i Reykjavik 1972. Fischer vandt alligevel matchen med 12,5 – 8,5.
- Det er også første match siden 1972, hvor et parti er blevet afgjort uden at være spillet på brættet.
- Dette er første VM-match, hvor 1. d4 anvendte som åbningstræk i alle partier. Der spilledes kun to åbninger: Slavisk forsvar og catalansk, omend 7. parti overgik fra slavisk til modtaget dronninggambit.